# 薩戒記
『薩戒記』（さっかいき）は藤原北家花山院流の公卿中山定親の日記。『霜台記』『定親卿記』『中山霜台禅門記』などの別名で呼ばれることもある。書名の「薩戒」は、筆者名である「さだちか」の唐風反名、すなわち名前の最初の文字「さ」と最後の文字「か」に由来する。別名『霜台記』の書名は、定親が権大納言と共に兼任した弾正尹の唐名、「霜台」に由来する。
応永25年（1418年）から嘉吉3年（1443年）までの記載があるが、抜書、部類抄、消息、宣下などを含むと収録範囲は1448年にまで及ぶ。完全に存在するのは、応永32 - 33年（1425年 - 26年）のみであるが、古くから目録・抜書・部類記などの形での引用が多くなされたことがあり、途中の7年分を除けばその内容の多くが把握できる。定親は有職故実に詳しく後小松院から重用され、武家伝奏も務めたことから朝廷・幕府双方の動向に通じていたため、内容は豊富で文献としての価値は高く、『満済准后日記』『建内記』『看聞日記』と並んで、室町時代中期の重要な史料とされる。
原本は東大史料編纂所に6巻、京都大学に1巻、写本は宮内庁書陵部、尊経閣文庫などに所収されている。全8巻の予定で『大日本古記録』の一として刊行中。